# Teatro Cinema de Fafe
O Teatro-Cinema de Fafe, ou Cine-Teatro de Fafe, é um edifício histórico localizado na freguesia de Fafe, no município homónimo, distrito de Braga, em Portugal.
O Teatro-Cinema de Fafe é um dos principais motivos de interesse arquitetónico da cidade, tendo sido considerado um dos melhores teatros do norte de Portugal. À época da sua edificação — em 1923 — constituiu um enorme marco cultural e recreativo para a cidade de Fafe, enquadrando-se nas contribuições filantrópicas por parte dos emigrantes fafenses provenientes do Brasil. Atualmente, tem lotação de 305 lugares e recebe diversos eventos contemporâneos.[carece de fontes?]
O Cine-Teatro de Fafe foi classificado como Imóvel de Interesse Público em 2002.

## História
O primitivo teatro, um espaço rudimentar, funcionou no mesmo local onde atualmente se encontra o Teatro-Cinema de Fafe e foi aberto ao público em 1881, e nele representaram não só companhias nacionais e internacionais de teatro, como também se exibiu cinema a partir de 1912. Contudo, as atividades do velho teatro encerraram aproximadamente em 1919. Nesse sentido, de forma a evitar que o teatro fosse extinto de Fafe, José Summavielle Soares — um abastado filantropo fafense — adquiriu a propriedade e impulsionou a sua renovação. 
O Teatro-Cinema de Fafe foi então concluído no dia 10 de Dezembro de 1923 e estava equipado com os melhores equipamentos e condições, segundo relataram os jornais da época. Em 23 de Dezembro, o jornal O Fafense sublinhava que “O aspeto interior do teatro é soberbo e deslumbrante. Em tudo transpira a arte e luxo.”. A sua inauguração deu-se no ano seguinte, em 1924. 
O Teatro recebeu eventos e espetáculos de diversas companhias, contudo, a partir dos anos 30, começou a dedicar a sua programação quase exclusivamente ao cinema. Assim, durante meio século, passaram pela sala milhares de filmes de todos os géneros, estrangeiros e portugueses.
Ao longo da sua existência, o Teatro-Cinema serviu de palco a espetáculos de coletividades locais, bailes da elite fafense, festas de carnaval e outras sessões de cultura e recreio. Para além disso, o Teatro-Cinema foi sede de comícios de oposição ao Estado Novo, visto que o seu proprietário, José Summavielle Soares, era republicano e democrata convicto. Assim, este Teatro nunca recebeu eventos de propaganda ao regime Salazarista, sendo sempre um espaço de defesa ativa da democracia. 
O Teatro foi classificado como “imóvel de interesse público” em 1979, sob proposta do Instituto Português do Património Cultural. No entanto, apesar de algumas alterações, o edifício foi-se degradando e deixou de ter condições para exibições cinematográficas, encerrando ao público em 1981. Mais tarde, em 2001, a autarquia adquiriu o imóvel e iniciou o processo de reconstrução do mesmo. Assim, o Teatro foi reinaugurado em 2009, agora anexado a um novo edifício que inclui uma sala polivalente com capacidade para 150 pessoas — batizado de Manoel de Oliveira — para além da sala principal.

## Arquitetura
O Teatro-Cinema é um exemplar arquitetónico eclético, que harmoniza expressões neobarrocas e neoclássicas. 
A fachada cor-de-tijolo é ornamentada com pinturas alusivas às artes, com medalhões gregos, com anjos alados e não alados que seguram grinaldas e festões, que se entrelaçam em panejamentos e outros motivos. A varanda neobarroca tem ornatos sinuosos e mísulas a sustentá-la. A fachada é coroada por um frontão curvo nascido da elevação em semicírculo da cornija.
A arquitetura interior é em forma de ferradura, com um teto abobadado e decorado com motivos alusivos aos músicos famosos dos séculos XVIII e XIX, como Mozart e Chopin. Os camarotes e as frisas constroem, com o balcão suportado por oito colunas, uma ferradura, quebrando a verticalidade do espaço.